# Medstead (Saskatchewan)
Medstead ist ein Dorf (Village) im Westen der kanadischen Provinz Saskatchewan. Es liegt innerhalb der Gemeinde Medstead No. 497 am Highway 794. Medstead liegt rund 60 km nördlich von Battleford entfernt.
Medstead besitzt eine Fläche von ca. 0,67 km² und liegt 692 m (2,270 feet) über dem Normalniveau.

## Nachbarorte
| Midnight Lake | Meetoos                                     | Bapaume    |
| Glaslyn       | Kompassrose, die auf Nachbargemeinden zeigt | Spiritwood |
| Aquadeo       | Glenbush                                    | Spruce Bay |

## Demografie
Nach der Zählung von 2001 hatte Medstead etwa 144 Einwohner. Zum Jahr 2006 stieg die Zahl um 2,8 % auf 148 an. Das Durchschnittsalter lag damals bei 38,5 Jahren.
Im Jahr 2011 lebten laut einer erneuten Volkszählung 120 Personen im Ort. Die Bevölkerungszahl sank somit zwischen 2006 und 2011 um 18,9 %. Bis 2016 stieg sie wieder um 8,3 % auf 130 an. Der Altersdurchschnitt beträgt 43,5 Jahre; die Zahl der Privathaushalte liegt bei 65.